# Kurt Mollekens
Kurt Mollekens (Bonheiden, 8 de março de 1973) é um piloto belga de automobilismo. 
Teve uma curta passagem pela extinta Fórmula 3000, entre 1997 e 1998.